# Egon Egemann
Egon Egemann, född 1963 är en schweizisk sångare som representerat Schweiz två gånger i Eurovision Song Contest.
I Eurovision Song Contest 1990 sjöng han själv "Musik klingt in die Welt hinaus" och i Eurovision Song Contest 1998 ackompanjerade han schweiziska sångerskan Gunvor som framförde låten "Lass ihn".